# Diphyus animosus
Diphyus animosus är en stekelart som först beskrevs av Cresson 1864.  Diphyus animosus ingår i släktet Diphyus och familjen brokparasitsteklar. Inga underarter finns listade i Catalogue of Life.